# Talking Machine News
Die Talking Machine News war eine Zeitschrift die in London, innerhalb des Vereinigten Königreiches im Laufe ihrer Geschichte unter verschiedenen Titeln erschienen ist und sich dem Themenfeld der Sprechmaschinen widmete.

## Historie
Die Talking Machine News erscheint erstmals ab dem Mai des Jahres 1903 unter der Bezeichnung Talking Machine News and Record Exchange. Nach zwei Auflagen umbenannt als Talking Machine New and Cinematograph Chronicle, dabei die Veröffentlichungsnummern drei bis neunundzwanzig umfassend. Mit der darauffolgenden dreißigsten Ausgabe, erschienen im Oktober des Jahres 1905, entfällt die erweiternde Überschrift des Magazins und der Titel reduziert sich auf Talking Machine News. Ab dem Jahr 1908 bis in die 1930er Jahre hinein, monatlich und halbmonatlich erscheinend, führt die Fachzeitschrift nunmehr den Titel Talking Machine News and Journal of Amusements.
Das Magazin, welches als Pendant der Talking Machine World und der Phonographischen Zeitschrift sowie vielen weiteren in jenen Jahren weltweit neu erscheinenden Fachpublikationen für das Vereinigte Königreich gilt, widmete sich dem gesamten Umfeld der zur damaligen Zeit neu entstehenden  Sprechmaschinenindustrie. Die Spanne der Themenfelder reichte in diesem Zusammenhang von Artikel über die zur damaligen Zeit populärsten Künstler, Rezensionen von Schellackplatten sowie technisch orientierte Fachartikel, die sich mit der Instandhaltung und dem richtigen Gebrauch von Phonographen und Grammophonen befassen.